# Kozia Grań

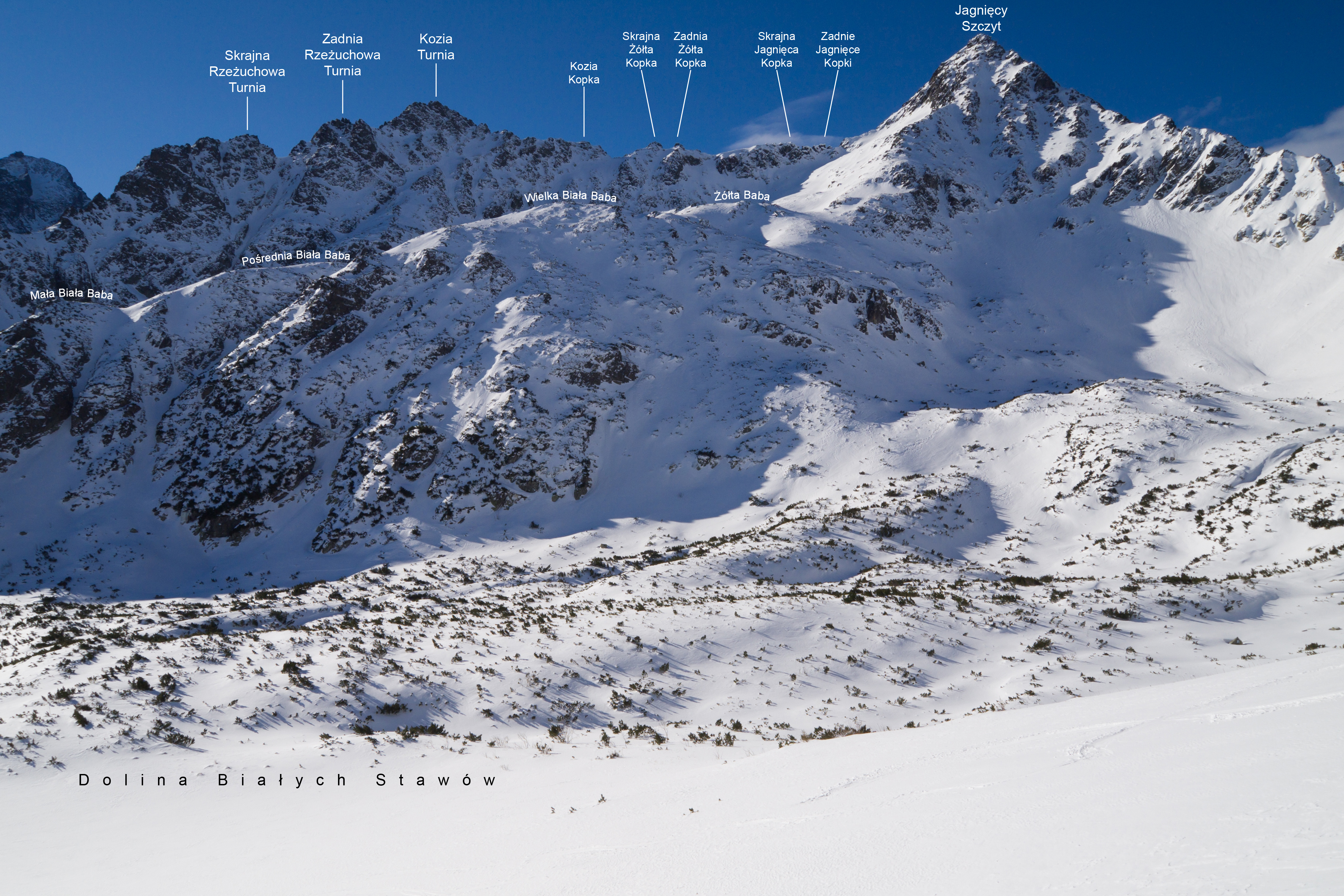
Jagnięcy Szczyt i Kozia Grań z Doliny Białych Stawów

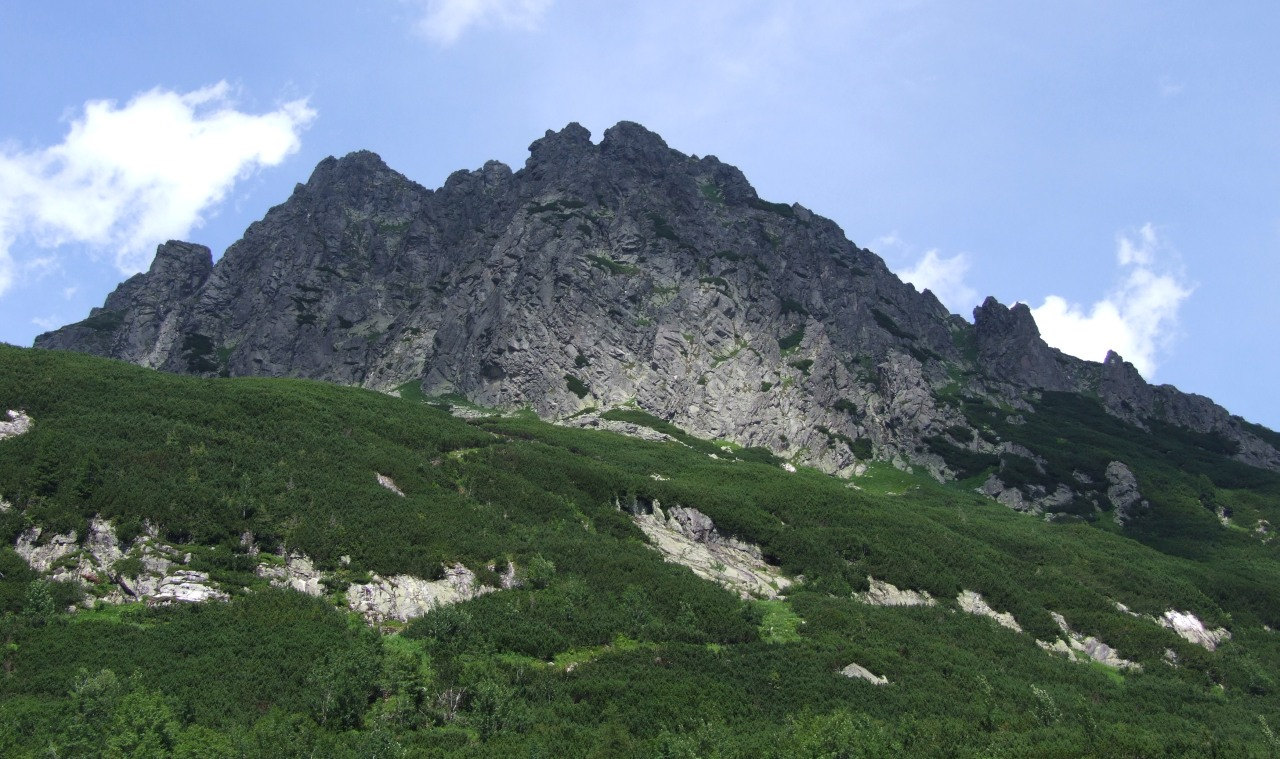
Widok z Doliny Zielonej Kieżmarskiej

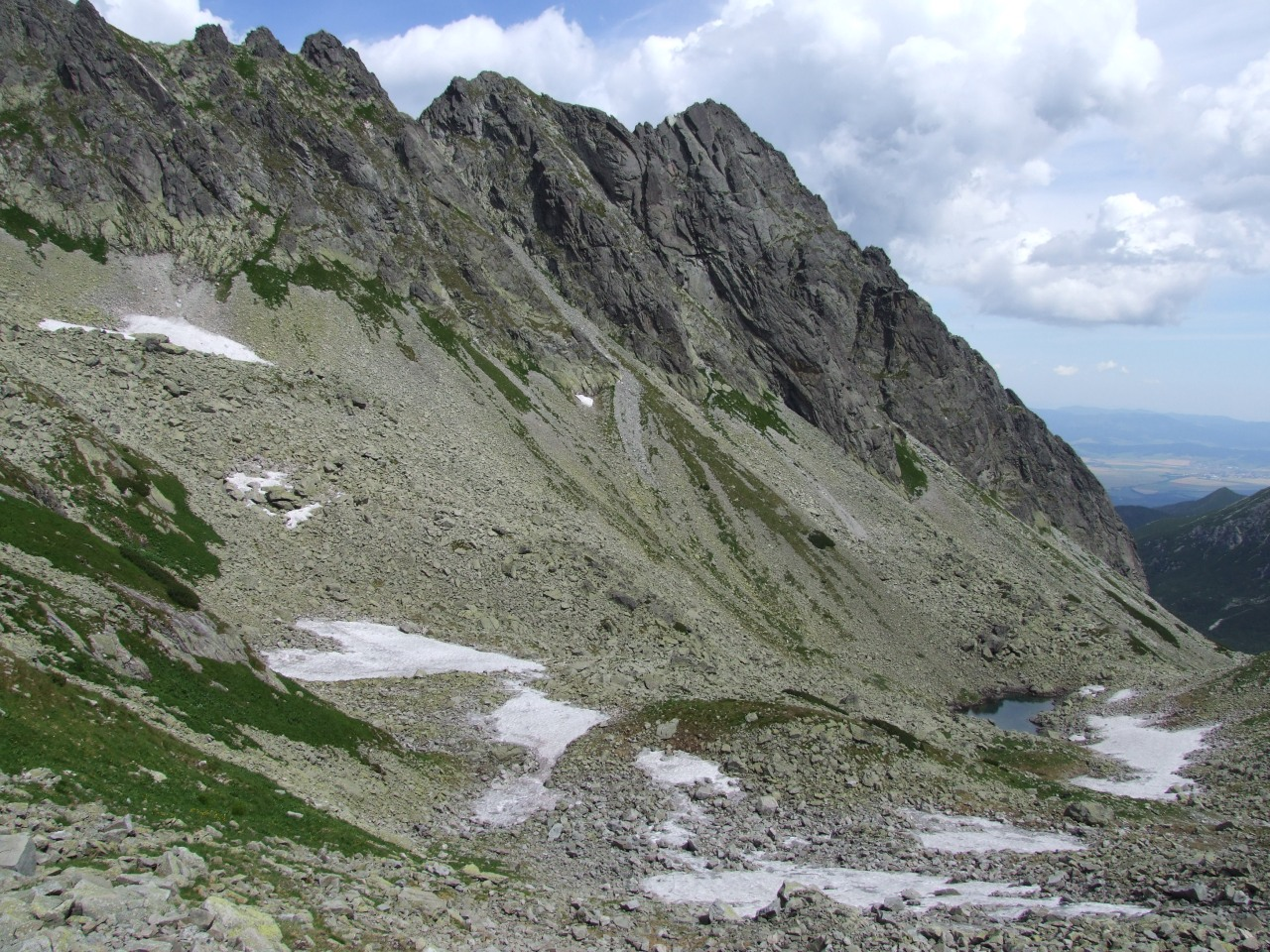
Widok z Doliny Jagnięcej (Żółte Kopki, Kozia Kopka i Kozia Turnia)

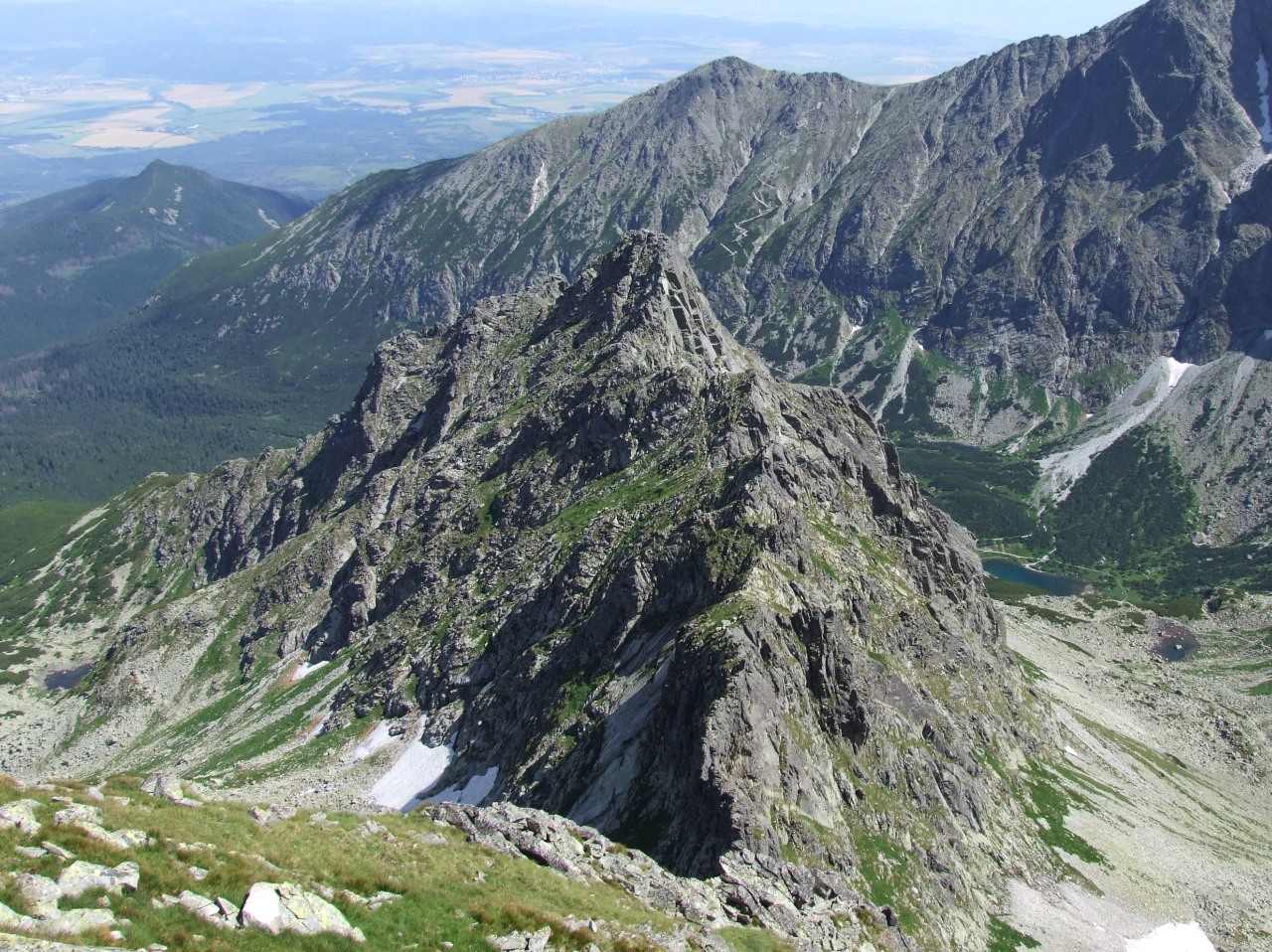
Widok na Kozią Grań z Jagnięcego Szczytu. W tle Rakuska Czuba

Kozia Grań (słow. Kozí hrebeň, niem. Gemsengrat, węg. Zerge-gerinc) – długa boczna grań w Tatrach Wysokich, odchodząca od Jagnięcego Szczytu początkowo w południowo-wschodnim kierunku, a potem skręcająca na północny wschód. Grań ta oddziela Dolinę Białych Stawów od Doliny Jagnięcej. Kolejno od Jagnięcego Szczytu znajdują się w niej (słowackie nazwy według czterojęzycznego słownika):
- Zadnia Jagnięca Szczerbina (Zadná jahňacia štrbina, ok. 2080 m) – pierwsza od północnego zachodu przełączka w grani, łatwo dostępna od strony Doliny Białych Stawów,
- Zadnie Jagnięce Kopki (Zadné jahňacie kôpky),
- Skrajna Jagnięca Szczerbina (Predná jahňacia štrbina, ok. 2100 m) – ostre wcięcie w grani, trudno dostępne z obu stron,
- Skrajna Jagnięca Kopka (Predná jahňacia kôpka),
- Zadnia Żółta Szczerbina (Zadná žltá štrbina),
- Zadnia Żółta Kopka (Zadná žltá kôpka, 2080 m[4]),
- Skrajna Żółta Szczerbina (Zadná žltá štrbina),
- Skrajna Żółta Kopka (Predná žltá kôpka),
- Zadnia Kozia Szczerbina (Zadná kozia štrbina) – jedna z najwybitniejszych przełączek w grani, przejście przez nią było od dawna (przed 1876) używane przez myśliwych jako jedno z najłatwiejszych połączeń Doliny Jagnięcej z Doliną Białych Stawów,
- Kozia Kopka (Kozia kôpka, 2091 m[4]),
- Skrajna Kozia Szczerbina (Predná kozia štrbina) – podobnie jak Zadnia Kozia Szczerbina od dawna wykorzystywana jako dogodne przejście pomiędzy dolinami, pierwsze wejście turystyczne: Georg Buchholtz junior z uczniami i Jakob Buchholtz 8 lipca 1726 r.,
- Kozia Turnia (Kozí štít, 2111 m[5]) – najwybitniejsza turnia w Koziej Grani, opadająca ku Dolinie Jagnięcej dwiema ścianami: południową, o wysokości względnej w prawej części do 250 m i południowo-zachodnią, wysoką na 50–150 m, o podstawie w żlebie zbiegającym ze Skrajnej Koziej Szczerbiny; w ścianie południowej wyodrębniają się trzy filary, z których w prawym wyróżnia się Kozią Basztę (Kozia bašta), a w lewym Koziego Mnicha (Kozí mních), oddzielonego od górnej części filara Kozim Karbem (Kozí zárez),
- Zadnia Rzeżuchowa Przełączka (Zadné žeruchové sedlo, ok. 2068 m) – szeroka, trawiasta przełęcz, łatwo dostępna z obu stron,
- Zadnia Rzeżuchowa Turnia (Zadná žeruchová veža),
- Skrajna Rzeżuchowa Przełączka (Predné žeruchové sedlo),
- Skrajna Rzeżuchowa Turnia (Predná žeruchová veža) – ostatnie wybitniejsze wzniesienie w grani; północna, północno-wschodnia i południowa ściana mierzą ok. 200 m wysokości,
- Zadni Rzeżuchowy Przechód (Zadná Žeruchová priehyba, ok. 1855 m),
- Zadnia Rzeżuchowa Kopa (Zadná Žeruchová kopa, 1856 m),
- Skrajny Rzeżuchowy Przechód (Žeruchová priehyba, ok. 1740 m),
- Skrajna Rzeżuchowa Kopa (Žeruchová kopa, 1744 m) – szeroka bula porośnięta całkowicie kosodrzewiną.

Po stronie Doliny Białych Stawów leżą u stóp Koziej Grani trzy kotliny: Żółta Kotlina, Wyżnia Rzeżuchowa Kotlina i Niżnia Rzeżuchowa Kotlina. W dole grań przekształca się w szeroki grzbiet pokryty kosodrzewiną, oddzielający od siebie Dolinę Białych Stawów i Dolinę Zieloną Kieżmarską.
Dawniej na mniej urwistych stokach często polowano na kozice zwykle przebywające w tej okolicy, od nich też pochodzi nazwa grani. Najwybitniejszym szczytem jest Kozia Turnia, często wspinają się na niej taternicy. Dla turystów normalnie cała grań jest niedostępna, nie prowadzi przez nią żaden szlak turystyczny. Można jednak wejść na nią w towarzystwie uprawnionego przewodnika.